# Natalia Bukowiecka
Natalia Bukowiecka ( née:Kaczmarek; Drezdenko, 17 de janeiro de 1998) é uma velocista polonesa, campeã olímpica especialista nos 400 metros rasos.
Integrou a equipe feminina polonesa que foi medalha de prata no revezamento 4x400 m indoor no Campeonato Mundial de Atletismo em Pista Coberta de 2018, em Birmingham, Inglaterra. Em Tóquio 2020, tornou-se campeã olímpica integrando o revezamento 4x400 m misto da Polônia, disputado pela primeira vez em Olimpíadas, com Karol Zalewski, Justyna Święty-Ersetic e Kajetan Duszyński, com a segunda melhor marca do mundo e o primeiro recorde olímpico estabelecido. Foi também medalha de prata no revezamento 4x400 m, quando a equipe polonesa quebrou o recorde nacional feminino em 3:20.53.
Em Budapeste 2023 ganhou sua primeira medalha global individual, de prata, nos 400 metros rasos. Nos Jogos de Paris 2024 ficou com a medalha de bronze com o tempo de 48.98, igualando sua melhor marca pessoal e recorde nacional polonês.
Em junho de 2025 integrou a equipe polonesa que estabeleceu novo recorde nacional para os 4x400 m misto – 3:09.43 – no Campeonato Europeu de Atletismo por equipes, em Madri, Espanha.